# Panique en eaux profondes
Panique en eaux profondes (Dark Descent) est un film américain réalisé par Daniel Knauf, sorti en 2002.

## Synopsis
Le chef d'une unité spéciale est chargé d'enquêter sur un accident qui s'est produit sur un complexe de forage minier situé dans les profondeurs du Pacifique.

## Distribution
- Dean Cain : Will Murdock
- Scott Wiper : Niles
- Biliana Petrinska : Bin
- Maxim Gentchev : Starkweather
- Julian Vergov : Vlad
- William Zabka : Marty
- Valentin Ganev : Doctor Petrov
- Plamen Manassiev : Evan